# Hamlet Mjitarián
Hamlet Mjitarián (armenio: Համլետ Մխիթարյան; persa: هملت مخيترين, nacido el 24 de noviembre de 1973 en Ereván, Armenia) es un futbolista armenio. Su último equipo fue el Gahar Zagros FC de Lorestán y jugó en la selección nacional de Armenia. Se desempeñó como mediocampista.

## Clubes
| Club              | País        | Año         |
| ----------------- | ----------- | ----------- |
| FC Kotayk Abovian | Armenia     | 1989 - 1990 |
| FC Ararat Ereván  | Armenia     | 1991 - 1995 |
| FC Pyunik         | Armenia     | 1995 - 1998 |
| Maccabi Herzliya  | Israel      | 1998 - 2000 |
| FC Ararat Ereván  | Armenia     | 2000 - 2001 |
| Homenmen Beirut   | Líbano      | 2001 - 2002 |
| Tadamon Sour      | Líbano      | 2002 - 2004 |
| FC Vostok Oskemen | Kazajistán  | 2004        |
| FC Partizan Minsk | Bielorrusia | 2004 - 2006 |
| PAS Teherán FC    | Irán        | 2006 - 2007 |
| Rah Ahan FC       | Irán        | 2007 - 2009 |
| FC Banants        | Armenia     | 2009        |
| SC Damash Sadra   | Irán        | 2009 - 2011 |
| Parseh Tehran FC  | Irán        | 2011 - 2012 |
| Gahar Zagros FC   | Irán        | 2012 - 2013 |

- Datos: Q2427359